# 乙明邨
乙明邨（英語：Jat Min Chuen）是香港的一個公共屋邨，位於新界沙田區沙田圍的填海地上，是沙田區唯一由香港房屋協會所發展的甲類出租屋邨，除了新落成的松悅樓由巴馬丹拿設計，舊有部分（商場、休憩設施、明恩樓、明信樓及明耀樓）則由王歐陽設計。
乙明邨鄰近屯馬綫沙田圍站，毗鄰沙角邨、博康邨、愉城苑和曾大屋。本邨是第一個增設保安大閘，及第二個設有游泳池的房協屋邨，全邨大部份單位設有浴缸，在1980年代初的出租屋邨可謂十分先進和罕見。

## 名稱由來

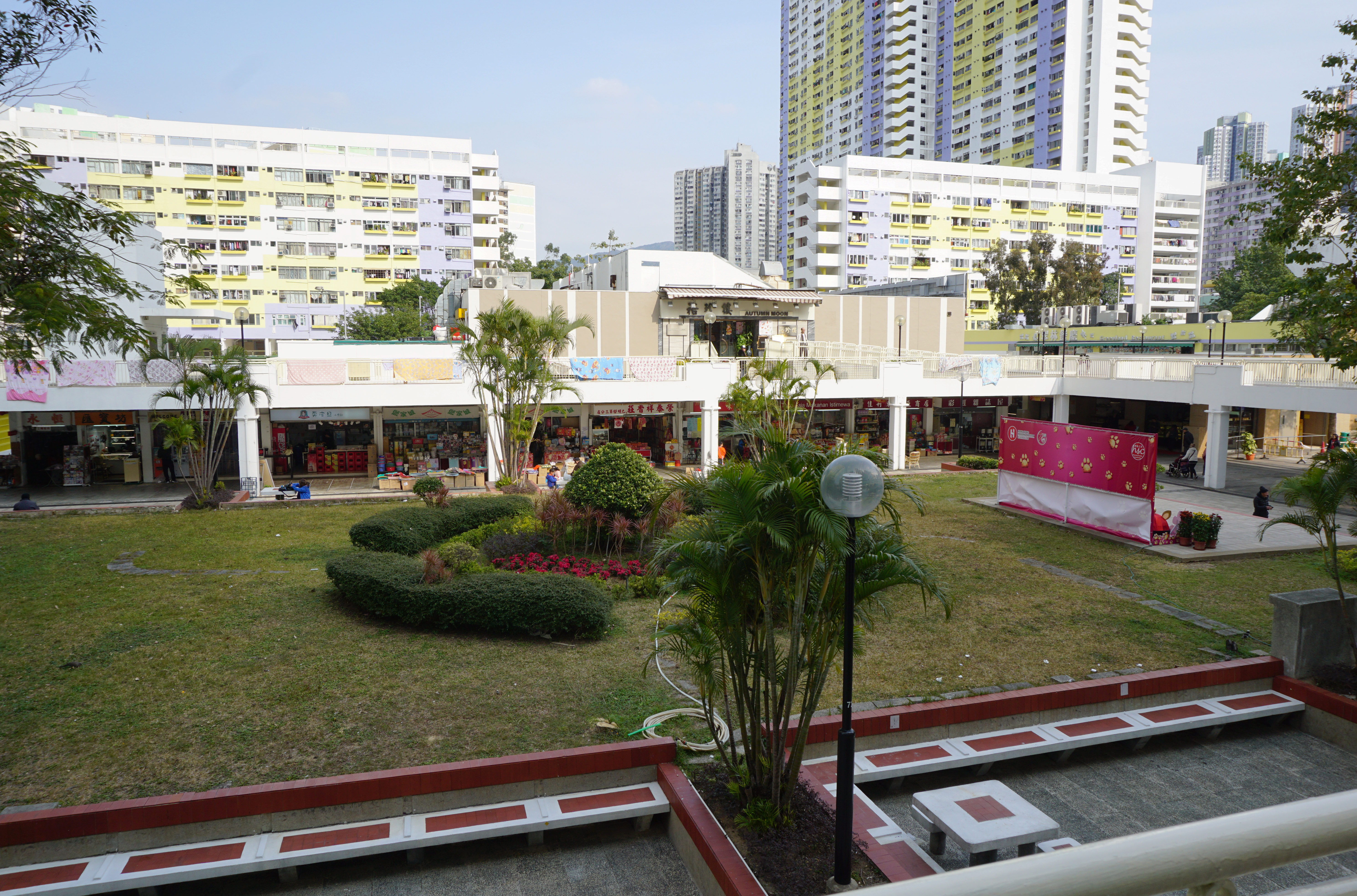
乙明邨商場地舖、平台酒樓與茶餐廳

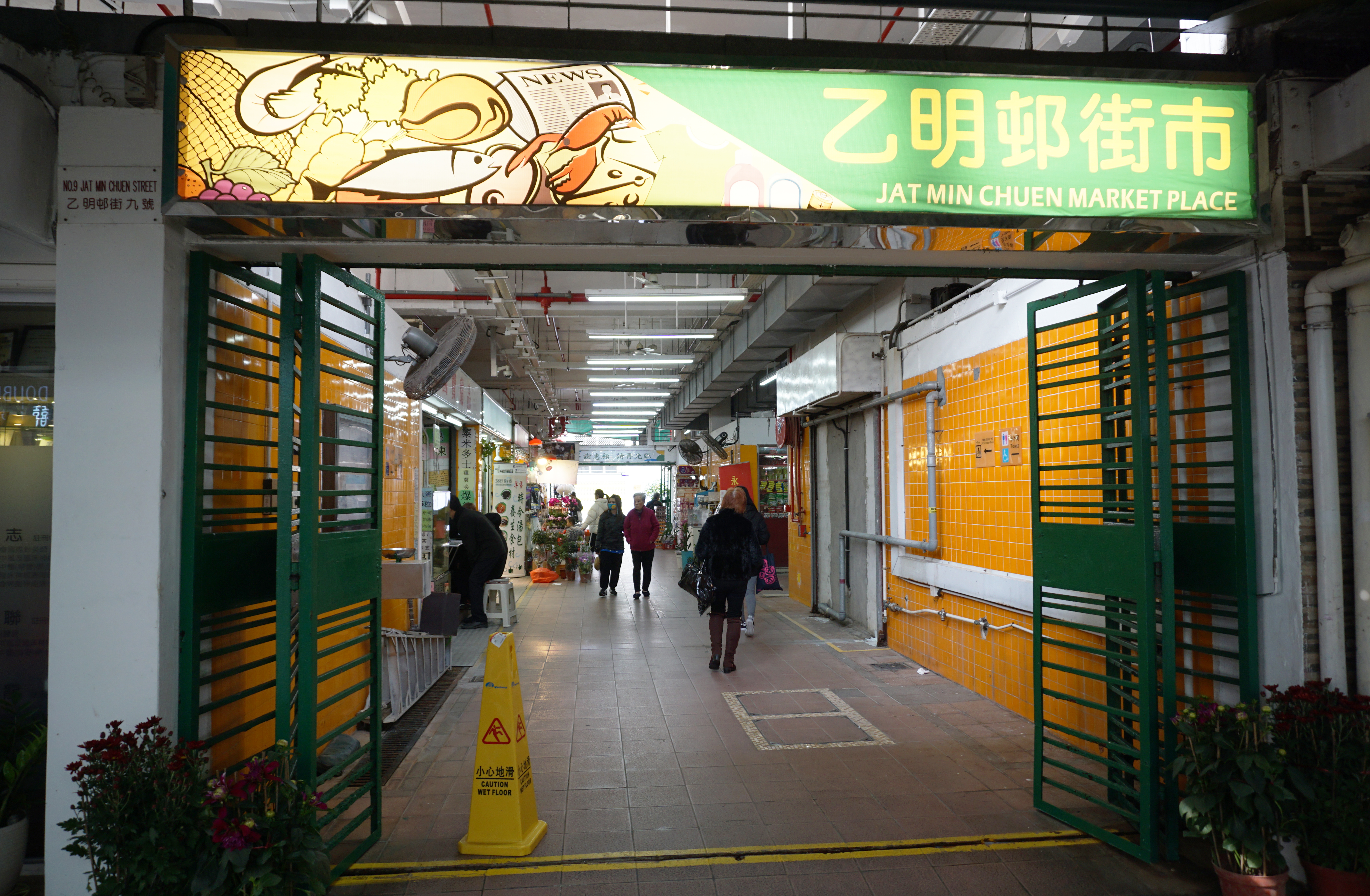
乙明邨街市甜品、中醫養生及花店

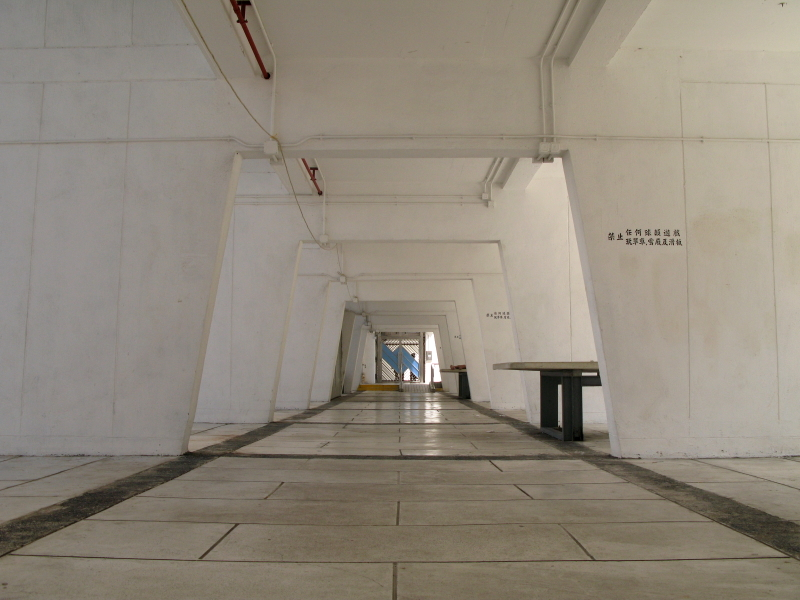
特色地下走廊

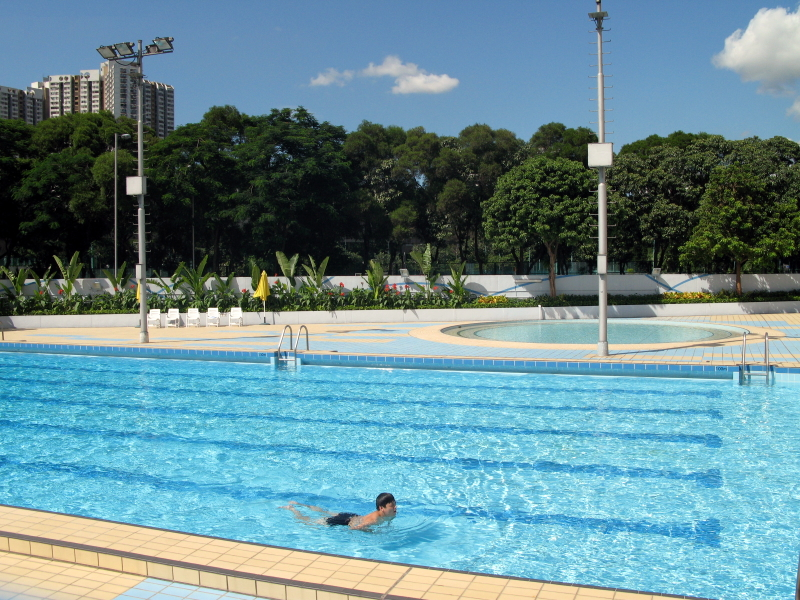
游泳池

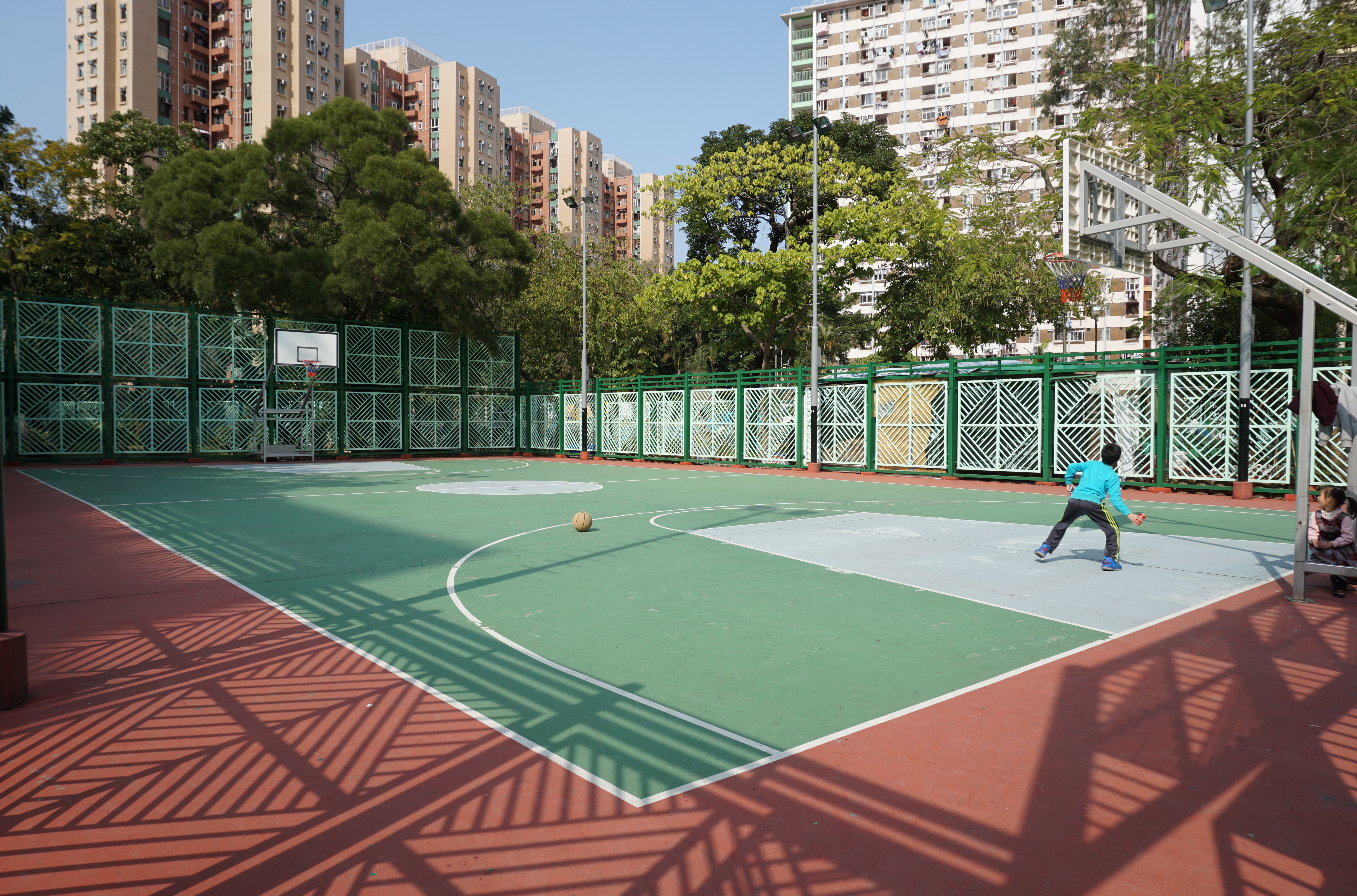
籃球場

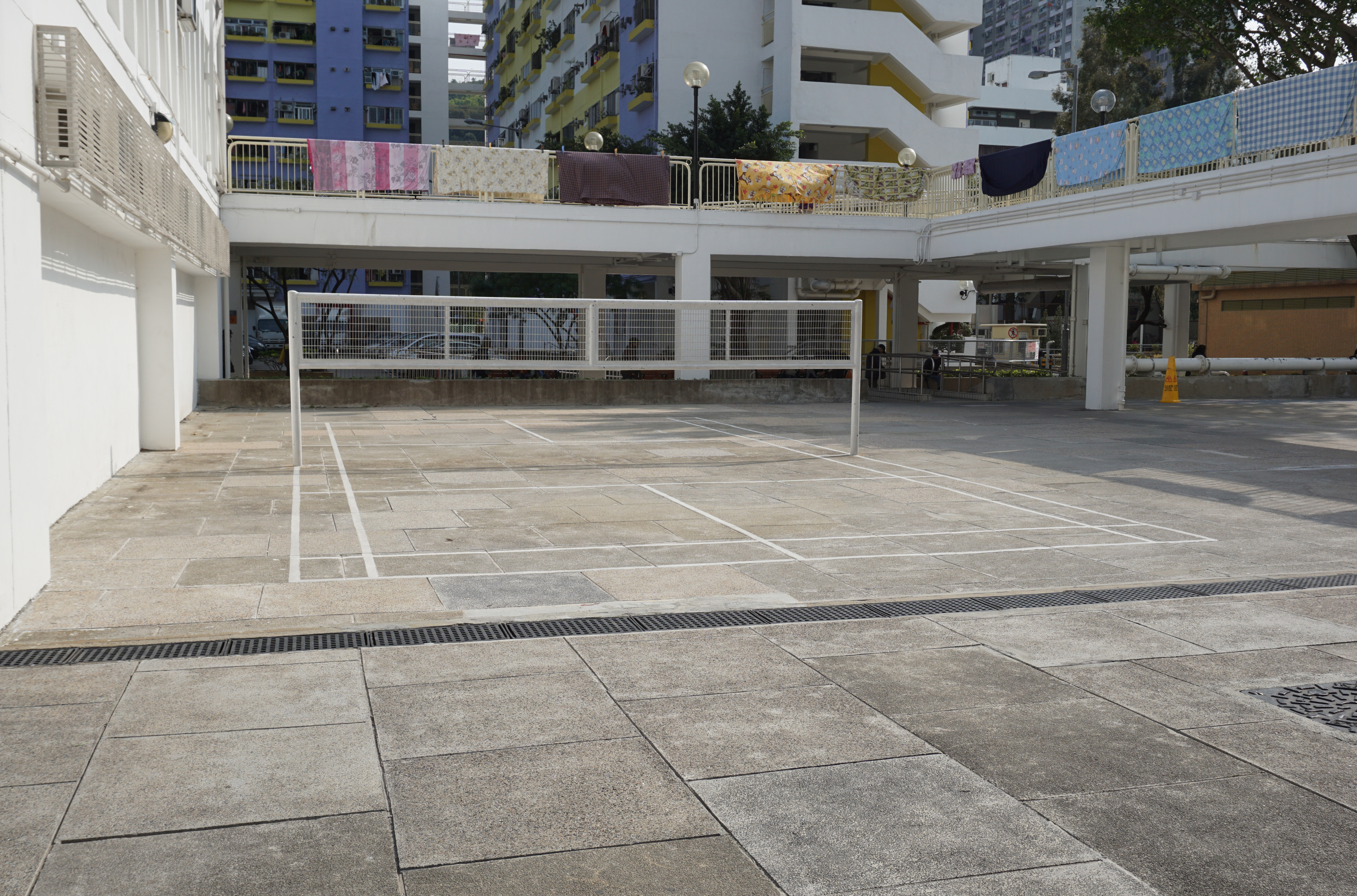
羽毛球場

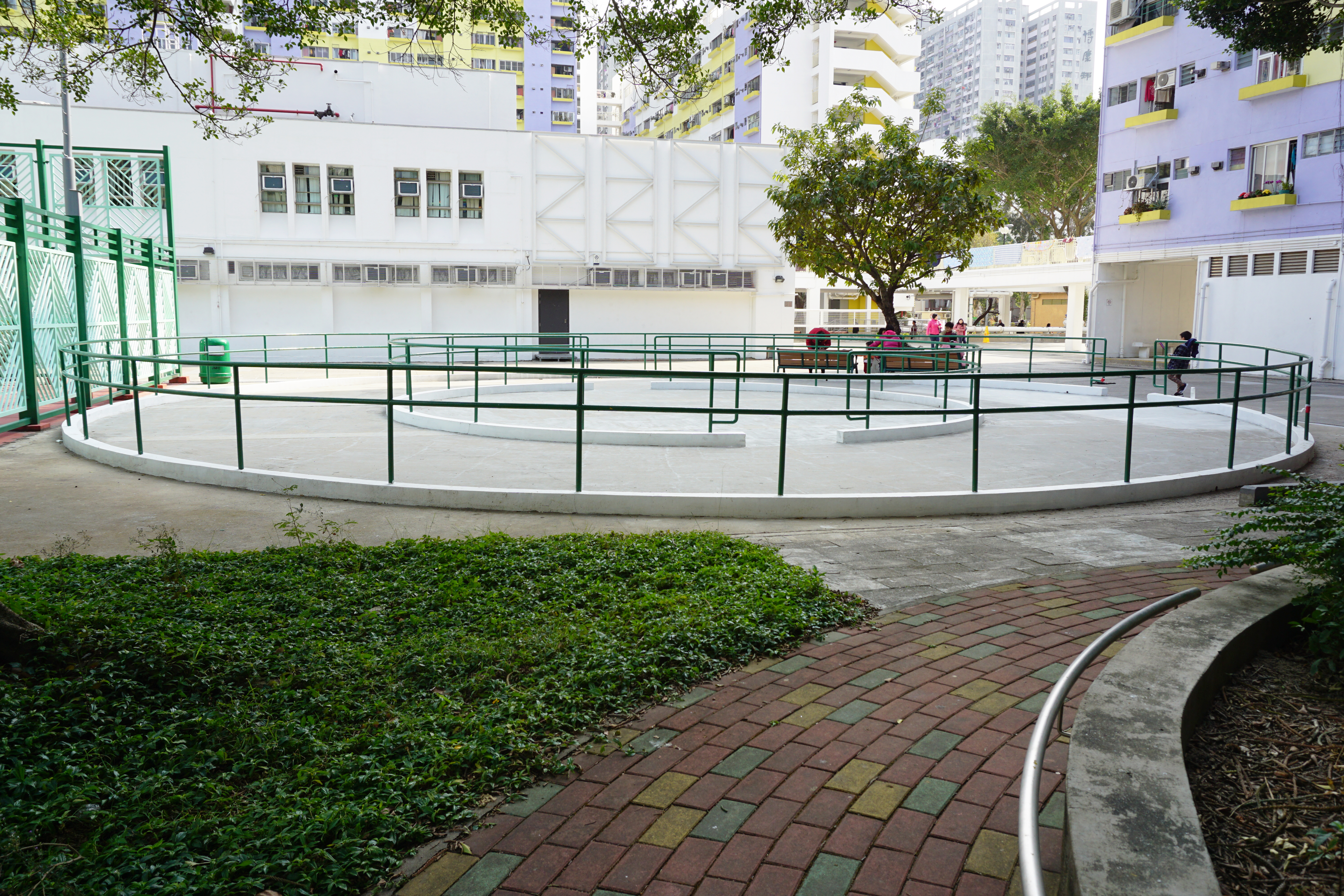
滾軸溜冰場

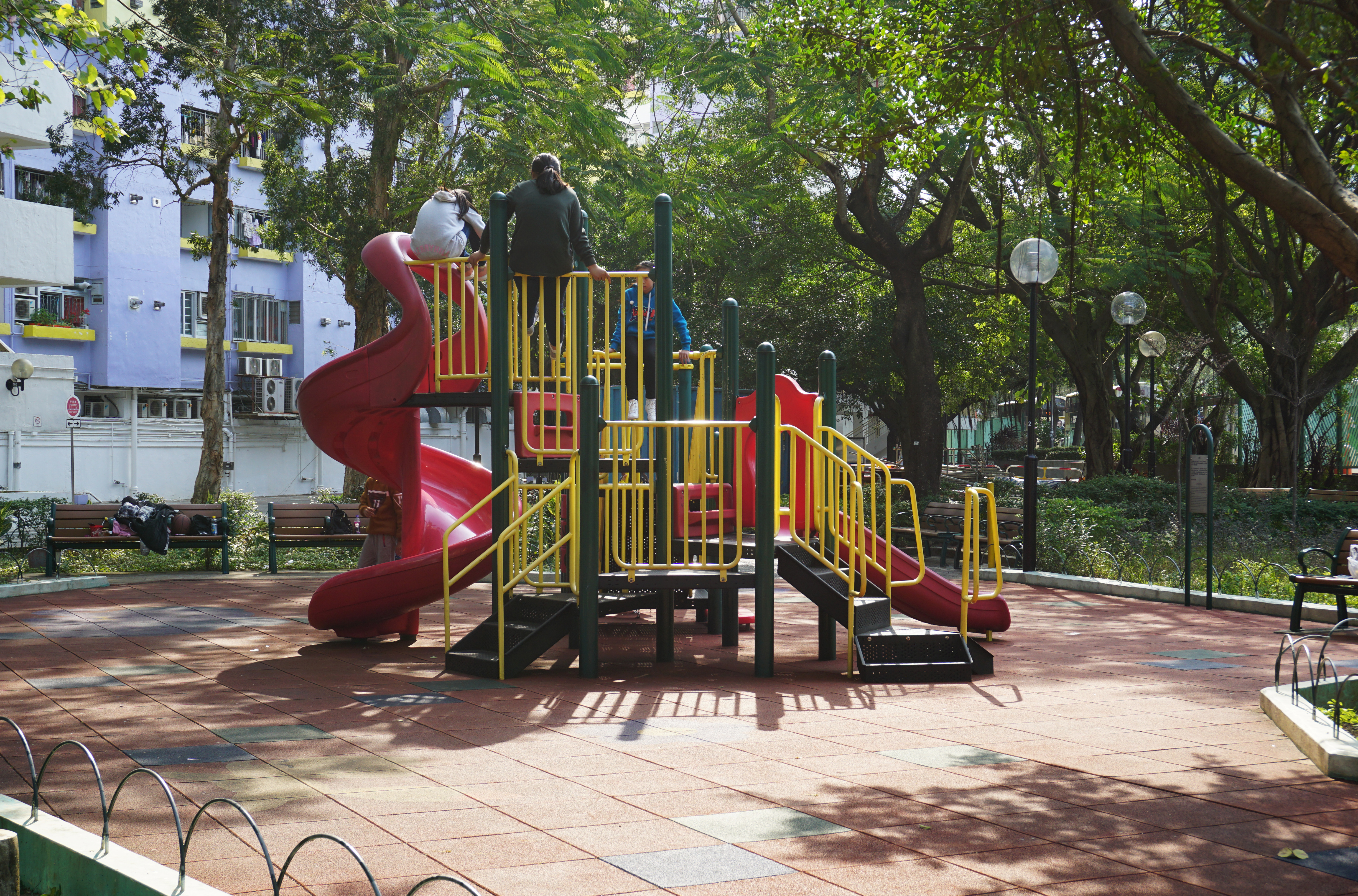
兒童遊樂場

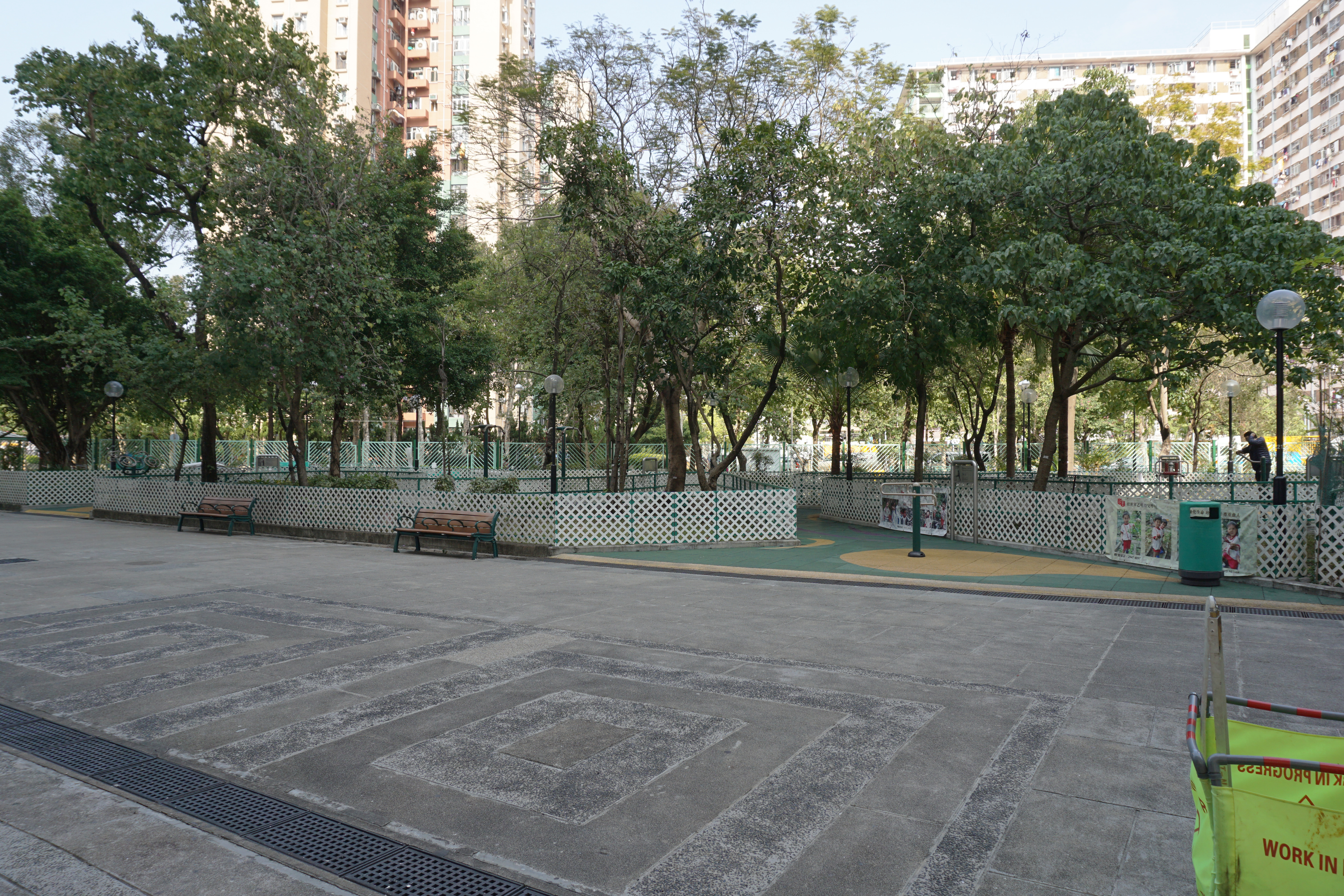
園林及健體區

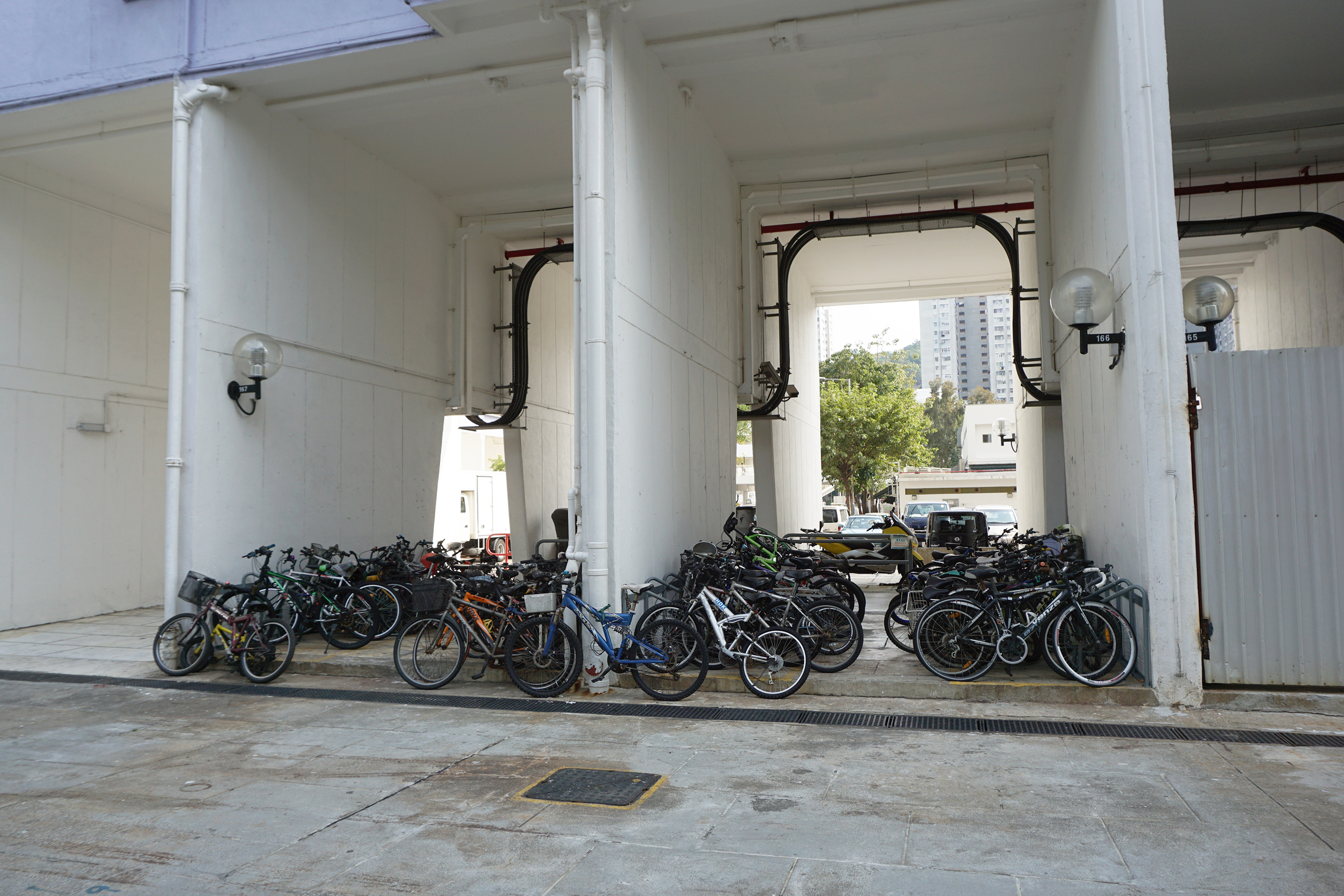
單車停泊處

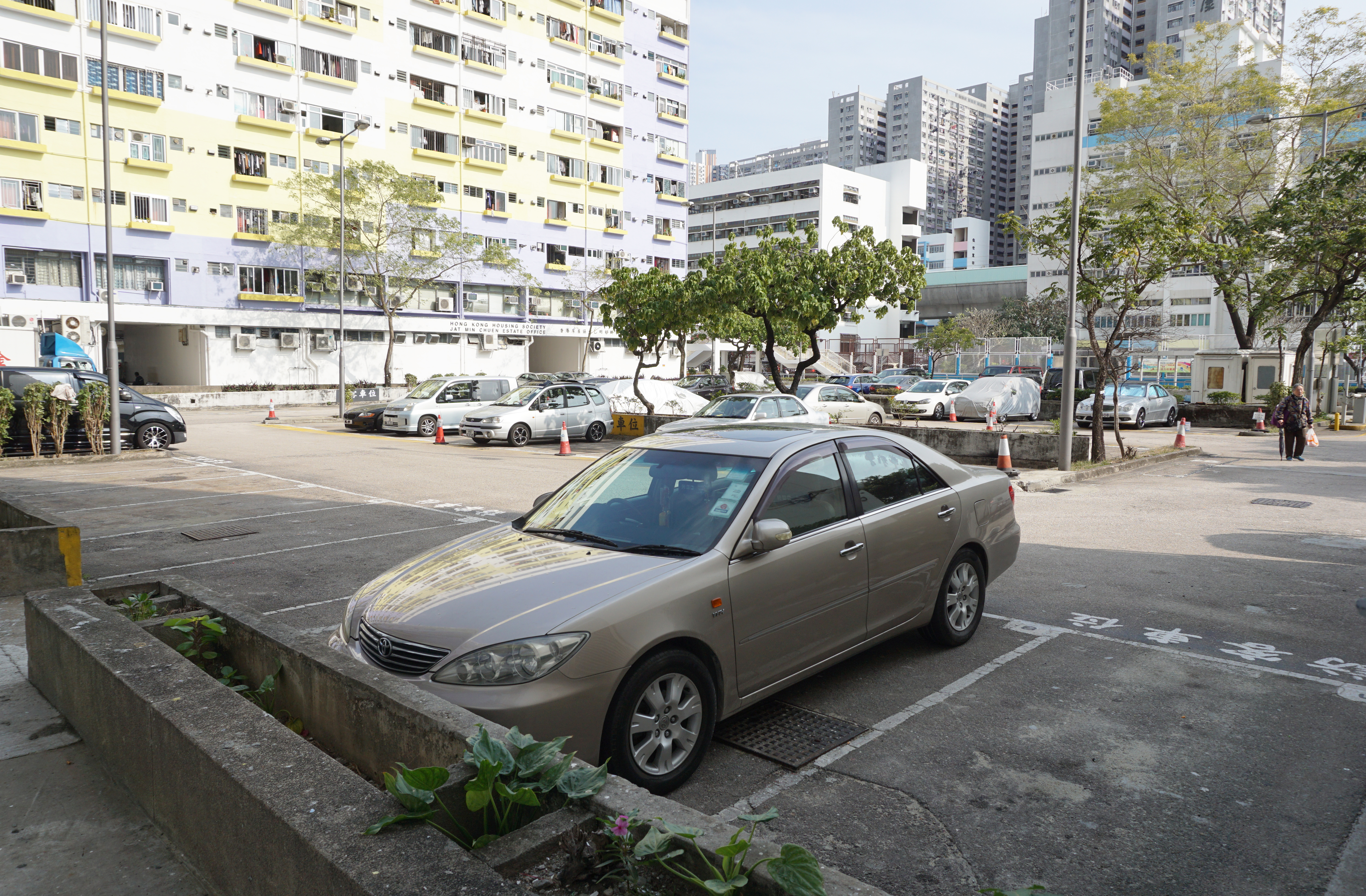
停車場

乙明邨命名是紀念房協義務司庫的會計師陳乙明先生（Mr. Tan Jat Min），由於陳乙明先生為印尼出世的河源客家人，故此他的名字以客家語拼音組合而成，而邨名也沿用其名字客家語拼音命名為Jat Min，而邨字則以廣東話拼音Chuen來組成「Jat Min Chuen」整個英文邨名。

## 屋邨資料
乙明邨現時共有4座住宅，分別為明信樓、明耀樓、明恩樓及松悅樓。最先落成的首3座樓宇各設高座（32層）及低座（8層）。明信樓、明耀樓及明恩樓共有3730個單位，包括年長者單位100個，商舖宿舍11個。大廈落成時曾經是沙田區最高的建築物。
住宅及商場之間由架空行人通道互相連結，同時亦連接領展旗下的沙角商場。

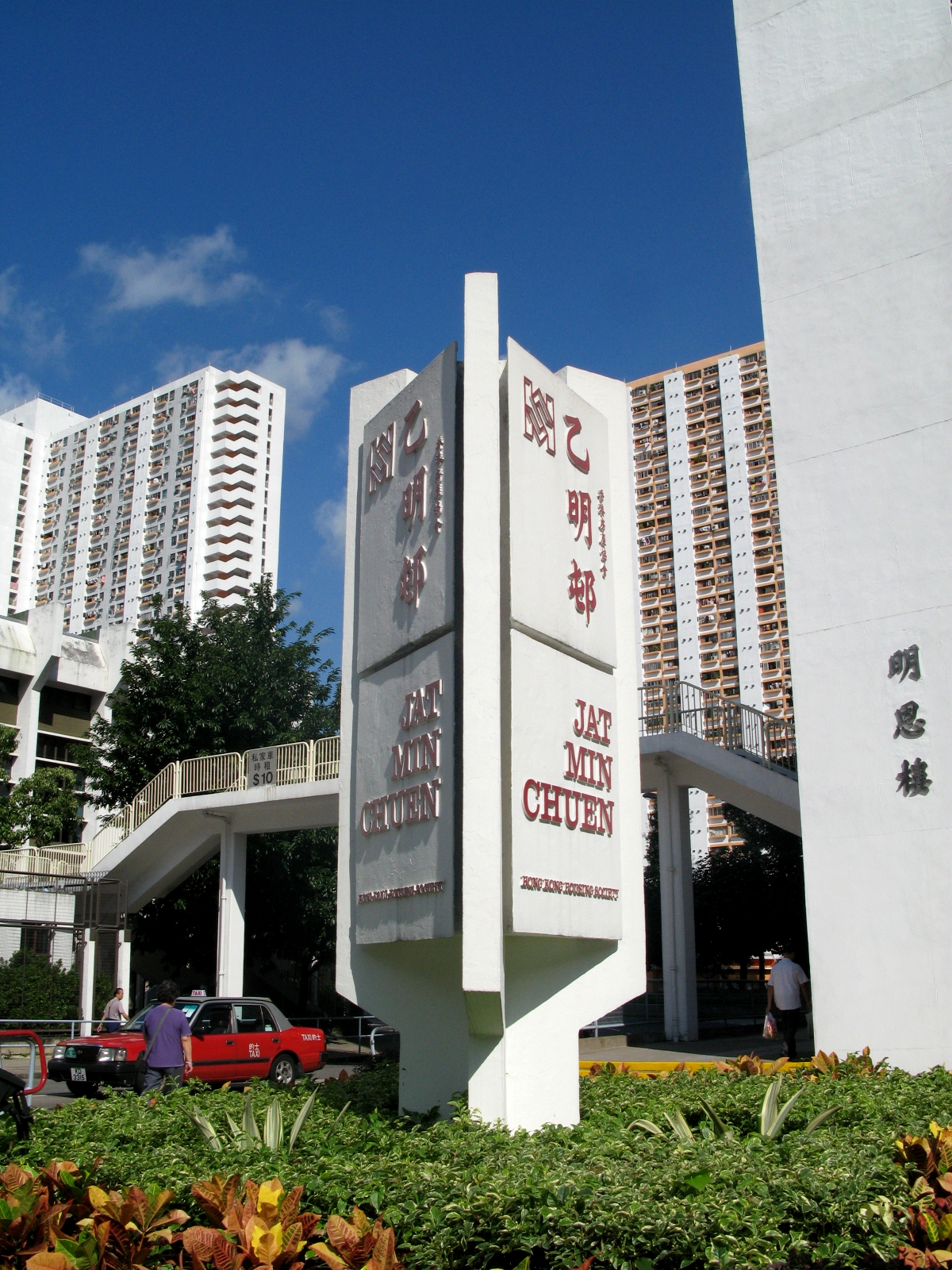
乙明邨名牌
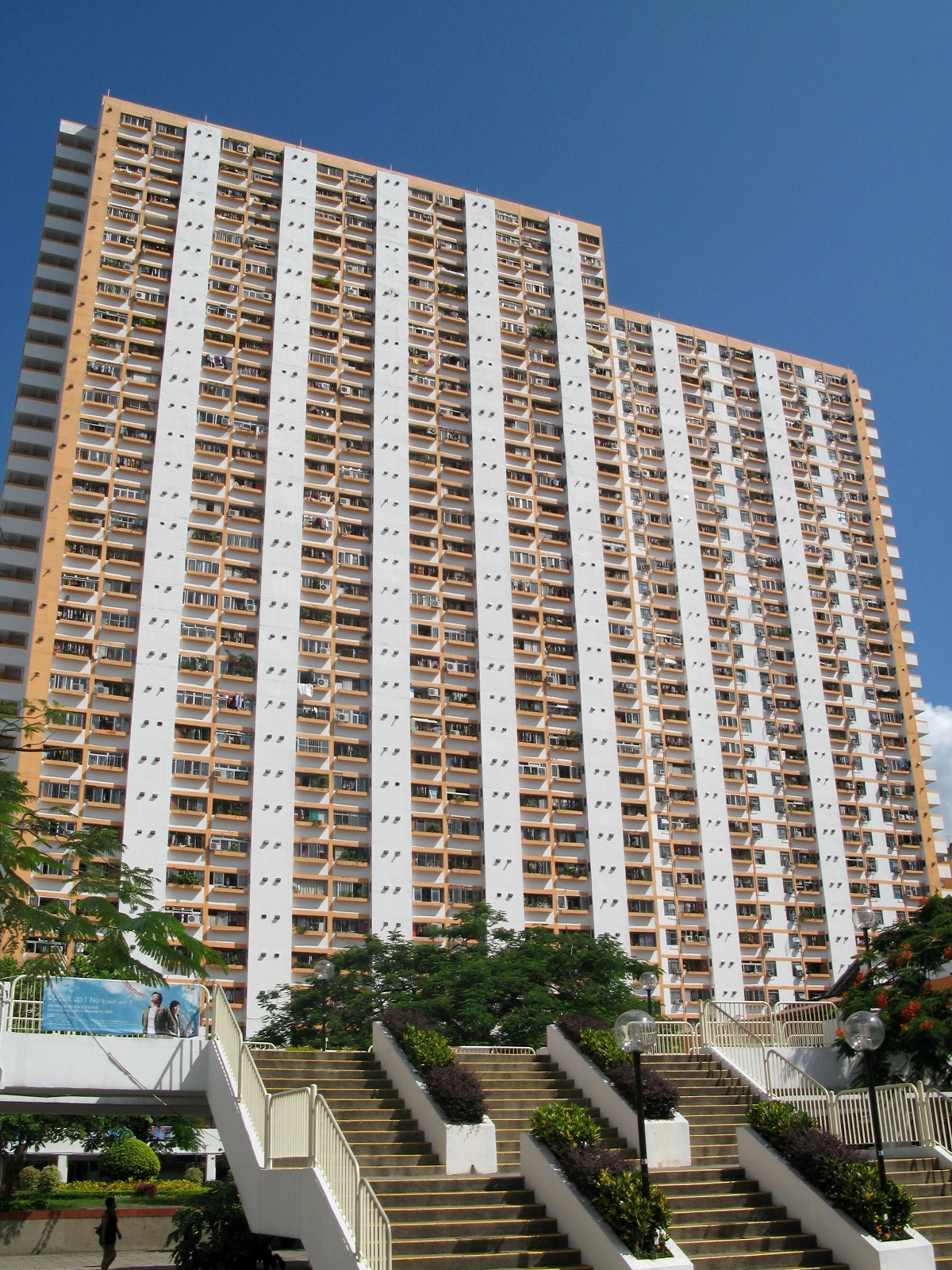
明耀樓
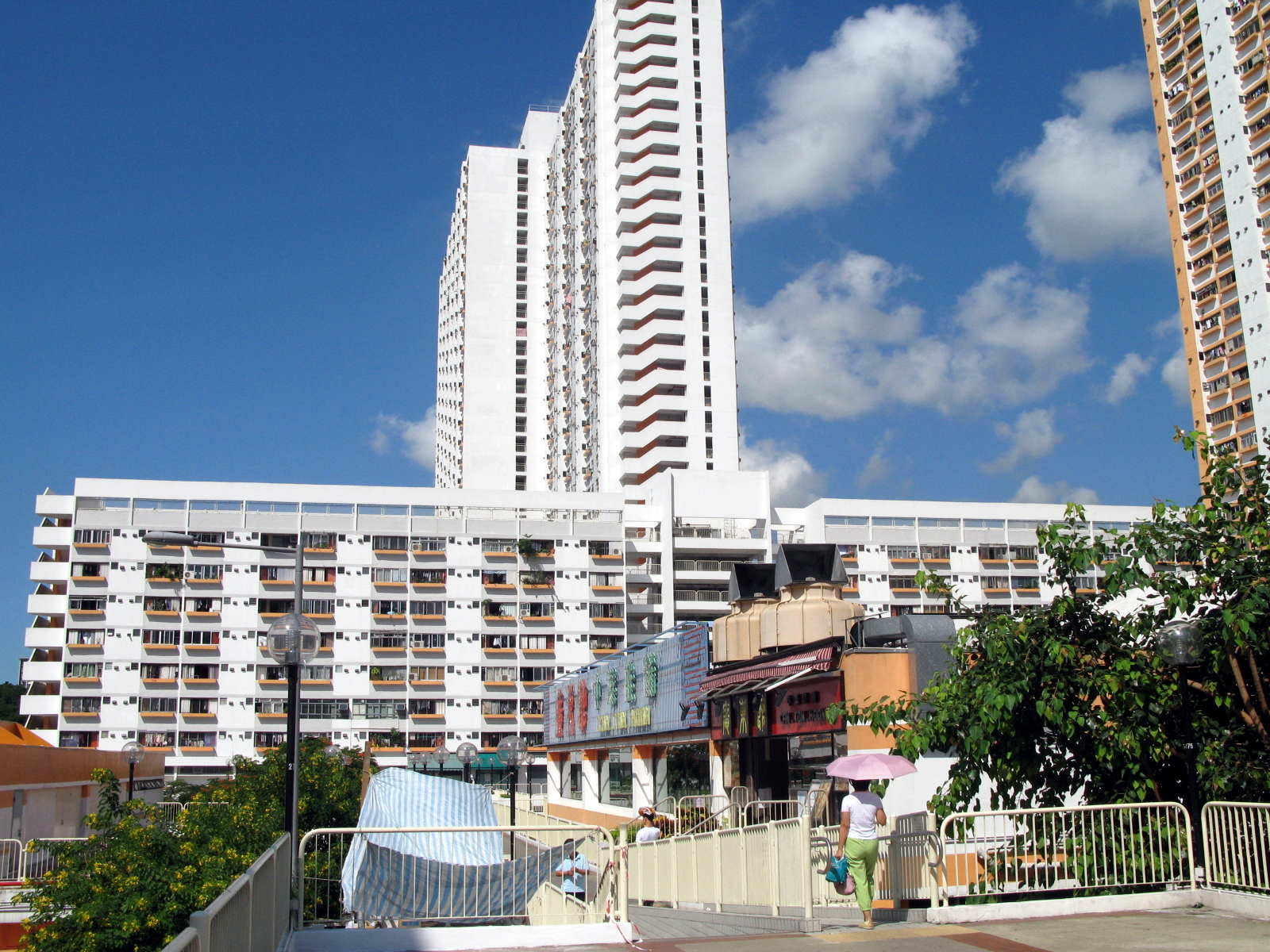
明信樓
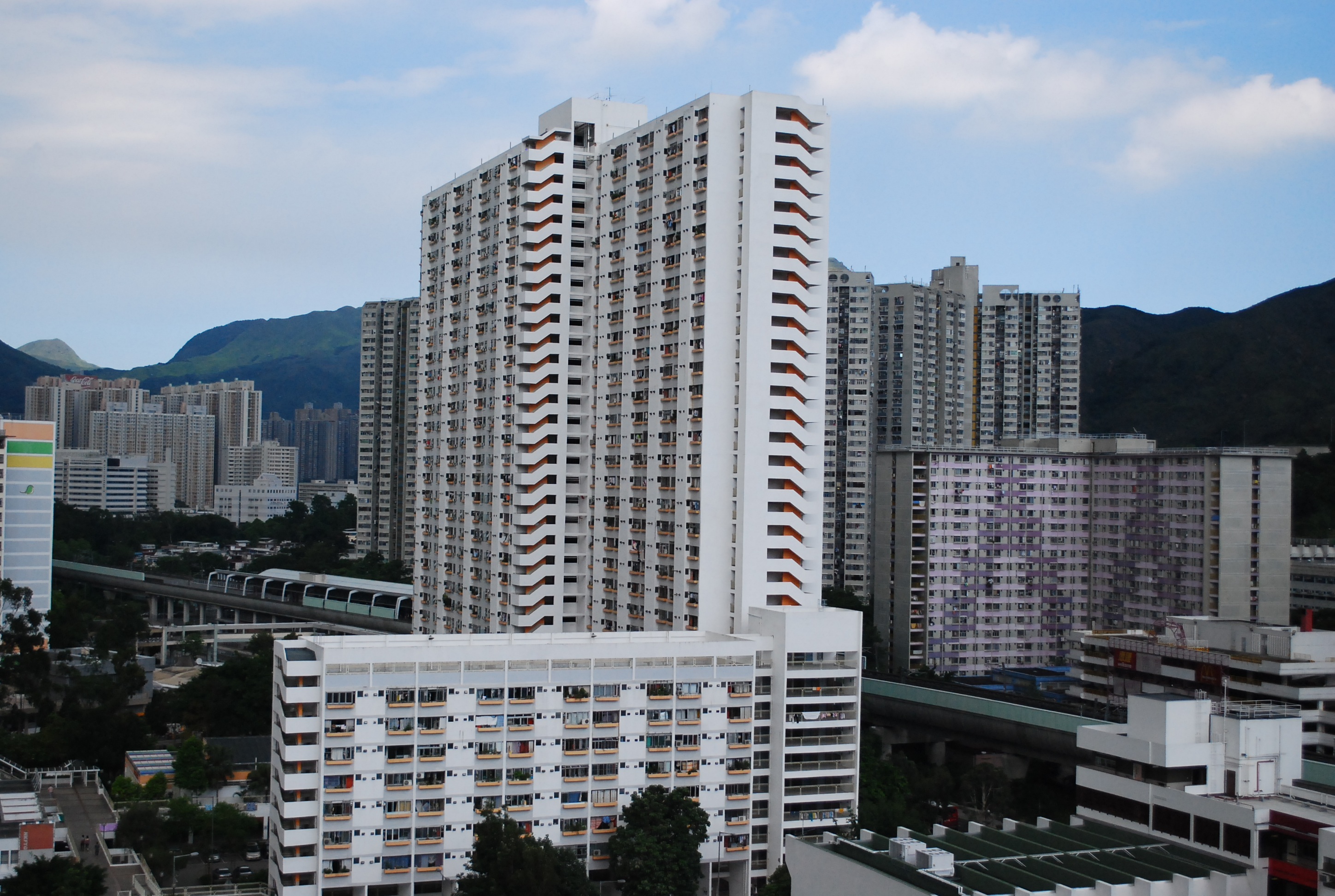
明恩樓
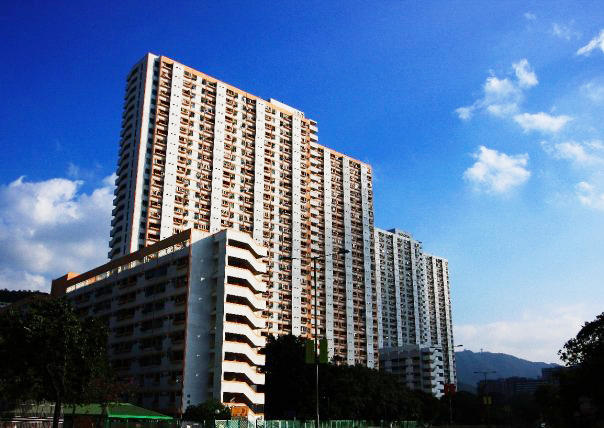
乙明邨

| 樓宇名稱 | 門牌號碼      | 落成日期   | 層數（住宅層數）     | 每層伙數                 | 每座單位總數（伙） | 建築師   | 提供升降機的廠商 (更換前) | 提供升降機的廠商 (更換後) |
| -------- | ------------- | ---------- | -------------------- | ------------------------ | ------------------ | -------- | ------------------------- | ------------------------- |
| 明恩樓   | 乙明邨街17號  | 1981年10月 | 32（高座） 8（低座） | 73（1-8樓） 33（9-32樓） | 1376               | 王歐陽   | 富士達                    | 富士達                    |
| 明信樓   | 乙明邨街3號   | 1981年12月 | 32（高座） 8（低座） | 73（1-8樓） 33（9-32樓） | 1376               | 王歐陽   | 富士達                    | 富士達                    |
| 明耀樓   | 乙明邨街11號  | 1982年2月  | 32（高座） 8（低座） | 73（1-8樓） 33（9-32樓） | 1376               | 王歐陽   | 富士達                    | 迅達                      |
| 松悅樓   | 乙明邨街11A號 | 2024年     | 10（8）              | 8                        | 64                 | 巴馬丹拿 | 东芝                      | （不適用）                |

### 出租單位面積及編配標凖
| 單位款式   | 編配標凖 | 室內樓面面積           |
| 年長者單位 | 1-2人    | 約18.43平方米          |
| 小型單位   | 1-3人    | 約19.07 及 21.90平方米 |
| 小型單位   | 1-4人    | 約24.44 及 26.34平方米 |
| 中型單位   | 4-5人    | 約28.53平方米          |
| 6人單位    | 4-6人    | 約35.44平方米          |
| 8人單位    | 5-8人    | 約44.18平方米          |
| 商舖宿舍   | 4-6人    | 約24.44 及 35.44平方米 |

## 屋邨設施

### 商業設施
設有街市及各大小型商鋪，包括百佳超級市場(已遷出)、佳寶食品超級市場、OK便利店、7-11便利店、裕珍樓、家囍餅店及家園便利店。
乙明邨內原有之百佳超級市場結束營業，及其附近商場範圍於2008年11月完成擴建工程。同時，開業30多年的新鴻記燒臘店和金陞茶餐廳表示未能成功與房協續租，被迫在2019年2月租約期滿後交還舖位。區議員指房協「領展化」，將引入大財團「一鮮」，未有考慮居民意見。街坊對小店結業感到不捨，認為購物選擇變得單一化。房協表示邨內商戶需要多元化和引入適當競爭，不存在壟斷的情況；而「一鮮」亦將會於2019年8月上旬啓業。「一鮮」啟業後，因採取開放式設計，令舖位與街市外公用地方完全接通，影響環境衛生，加上店員不停大聲叫賣，造成噪音污染，令附近商戶不勝其擾。

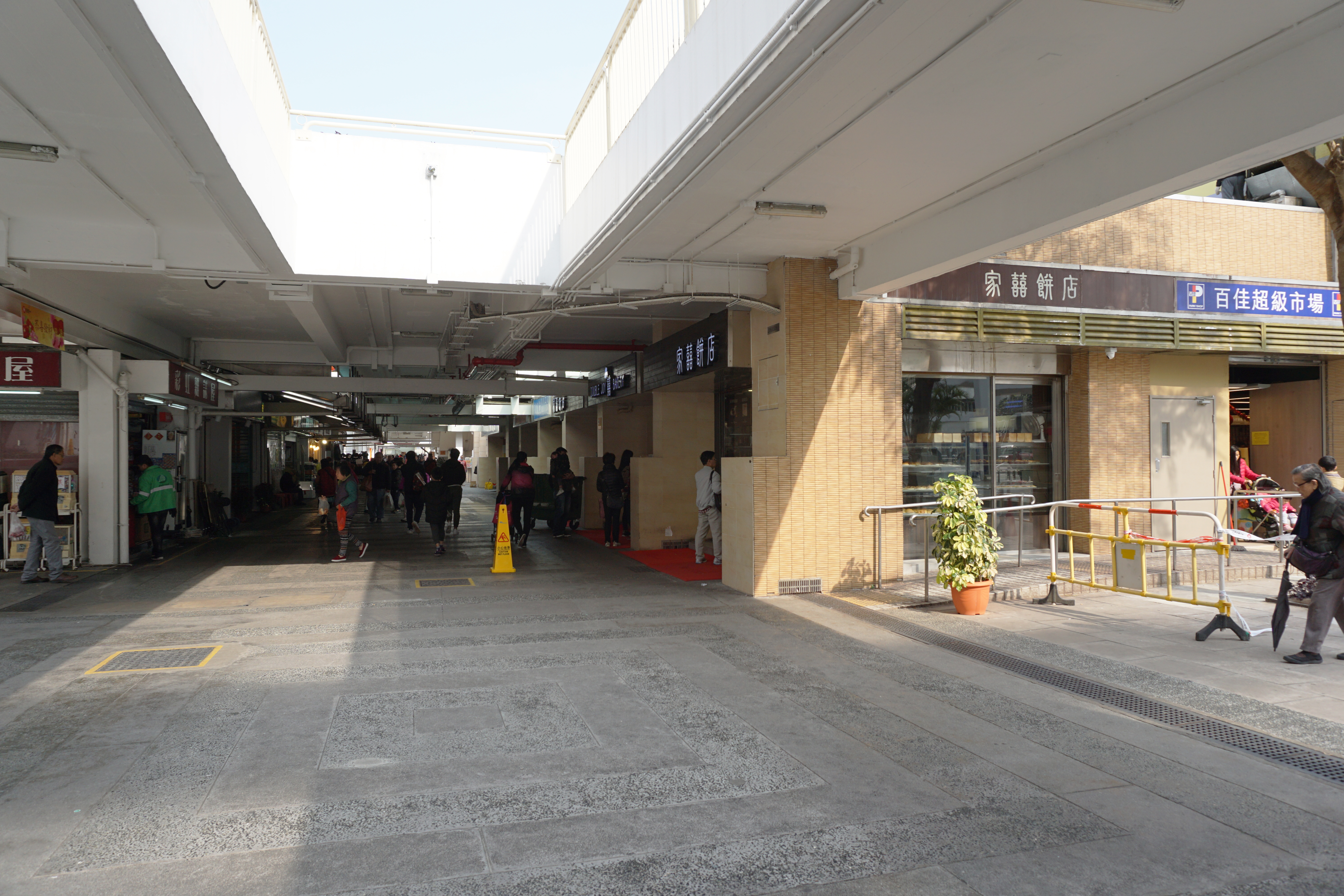
乙明邨商場南面地舖
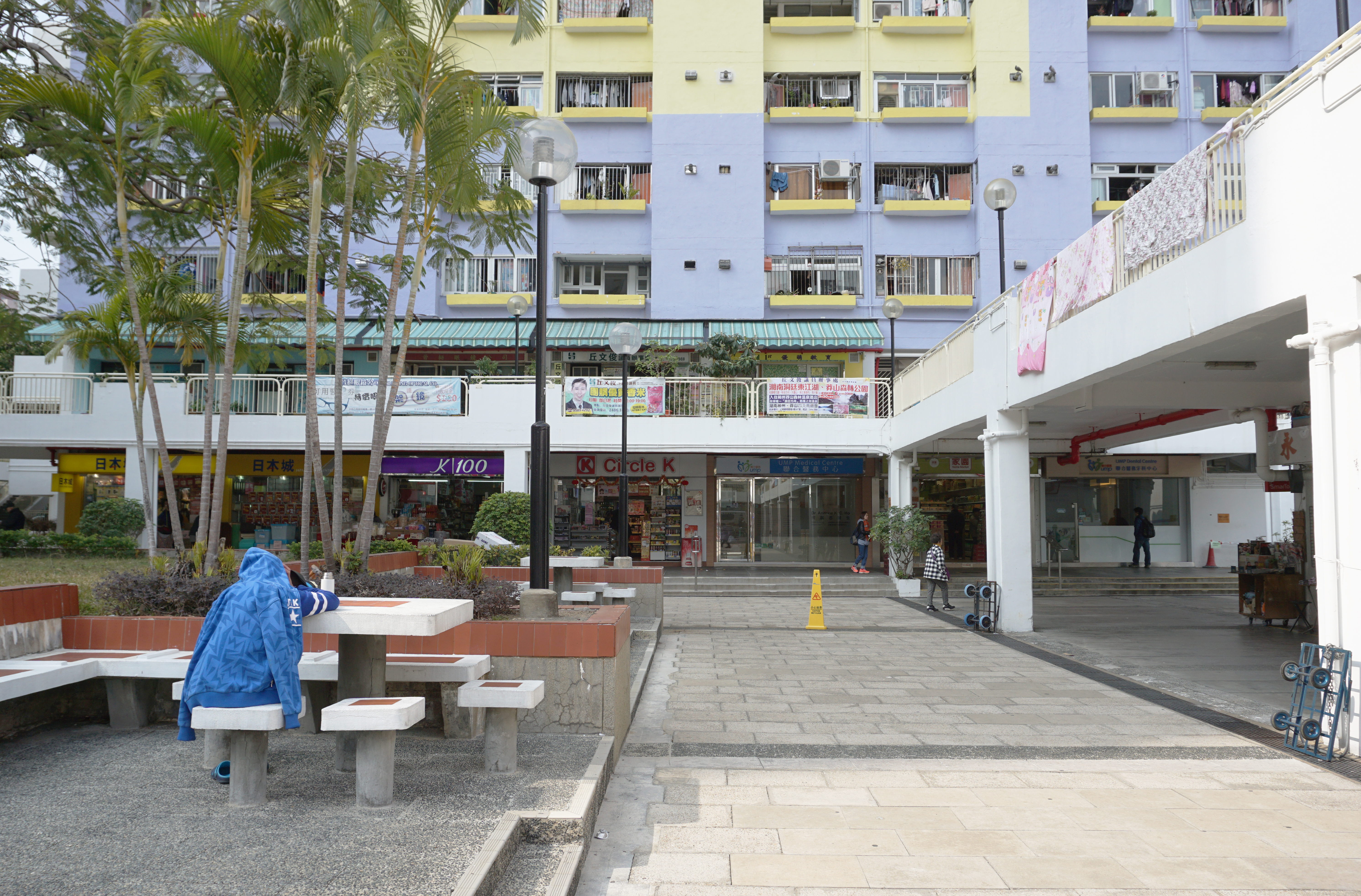
明耀樓西南面商舖
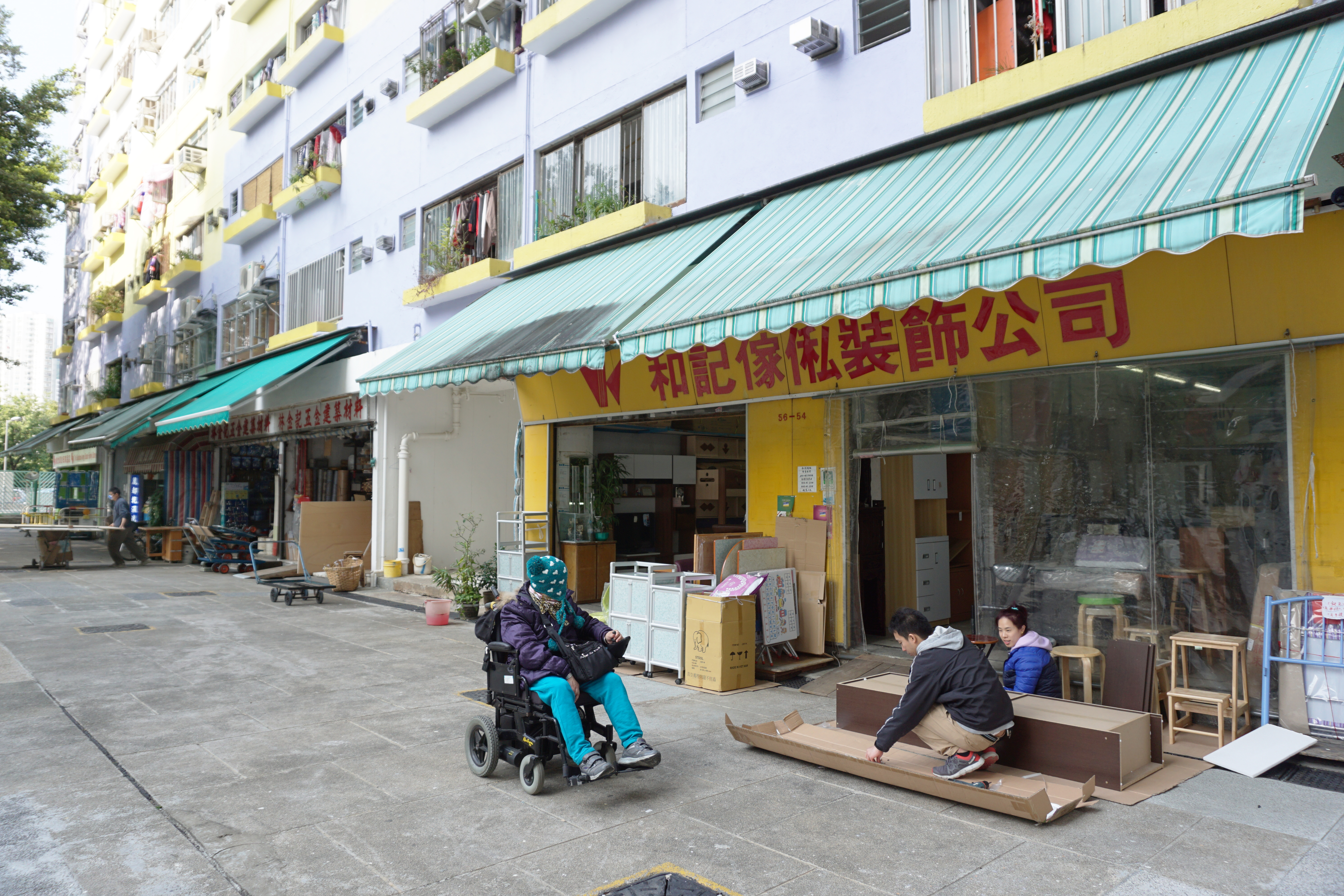
明耀樓北面地舖
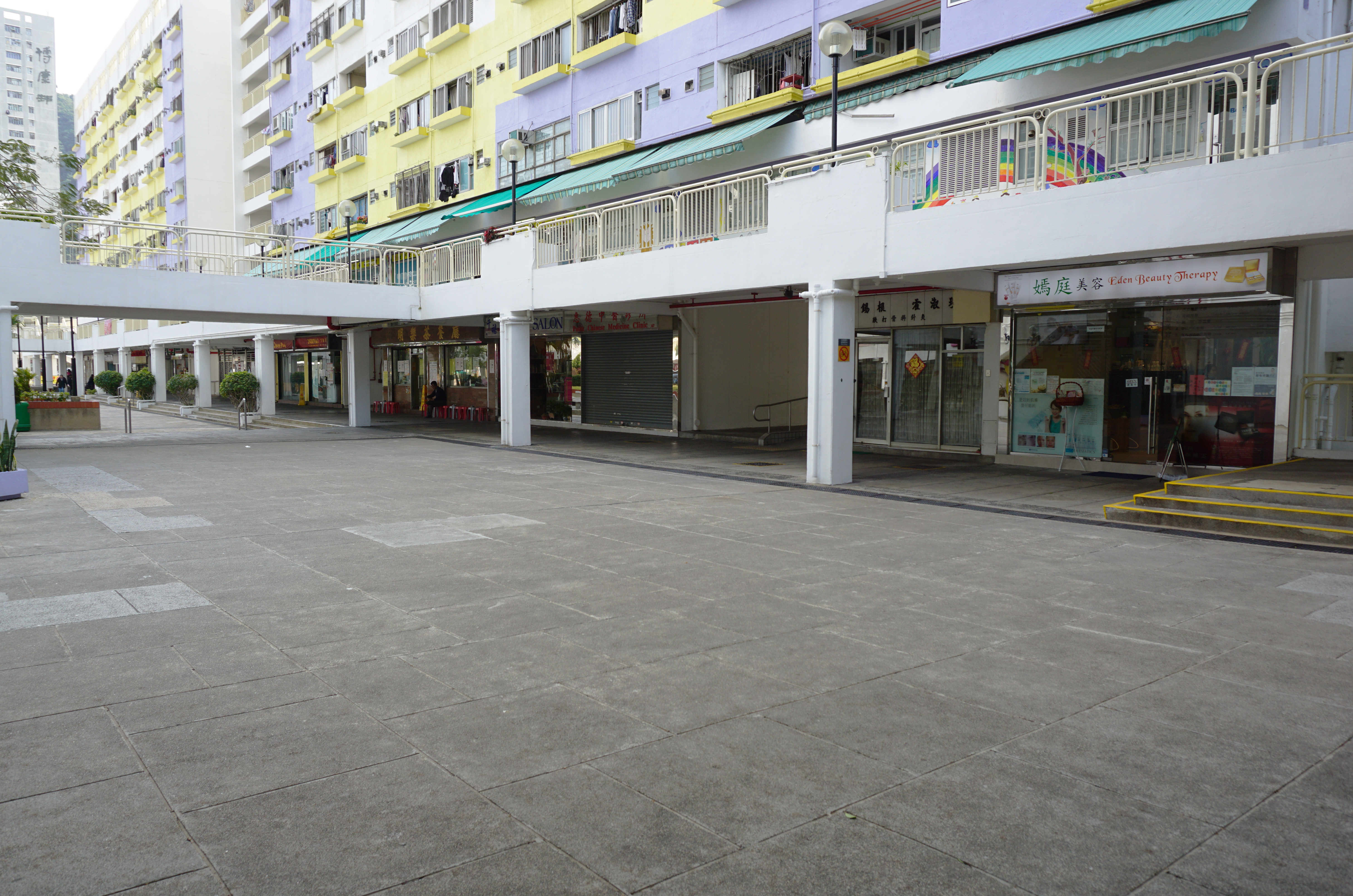
明信樓東北面商舖
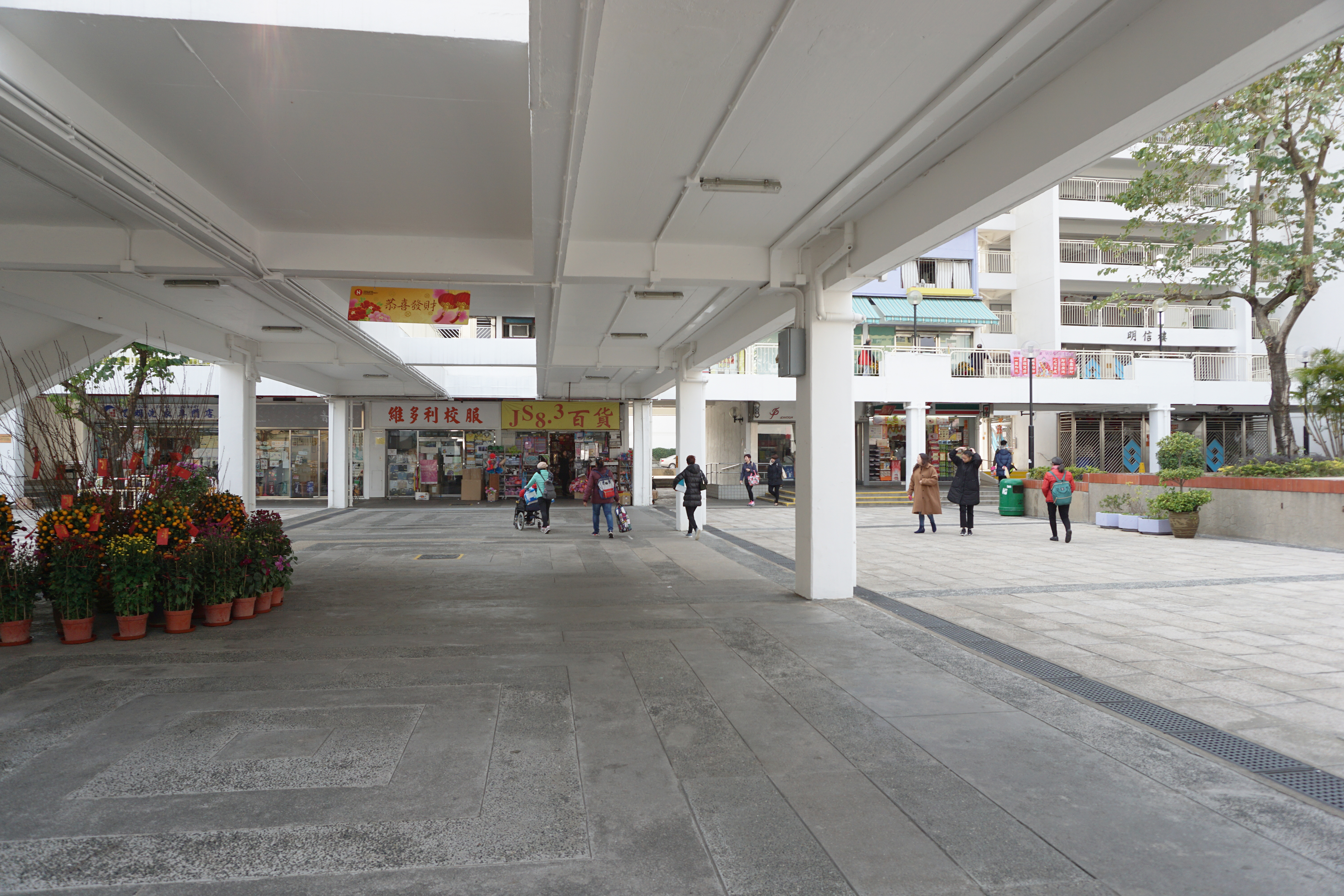
明信樓東南面地舖

### 社區服務設施
- 香港青年協會賽馬會乙明青年空間（页面存档备份，存于）
- 香港救世軍二手貨品寄賣店
- 香港小童群益會乙明兒童中心（已於2005年成為香港青年協會賽馬會乙明青年空間的一部份）
- 丘文俊議員辦事處 (已於2021年7月下旬停業)
- 香港房屋協會長者休息室

### 休憩用地
- 游泳池
- 滾軸溜冰場
- 兒童遊樂場
- 籃球場
- 羽毛球場

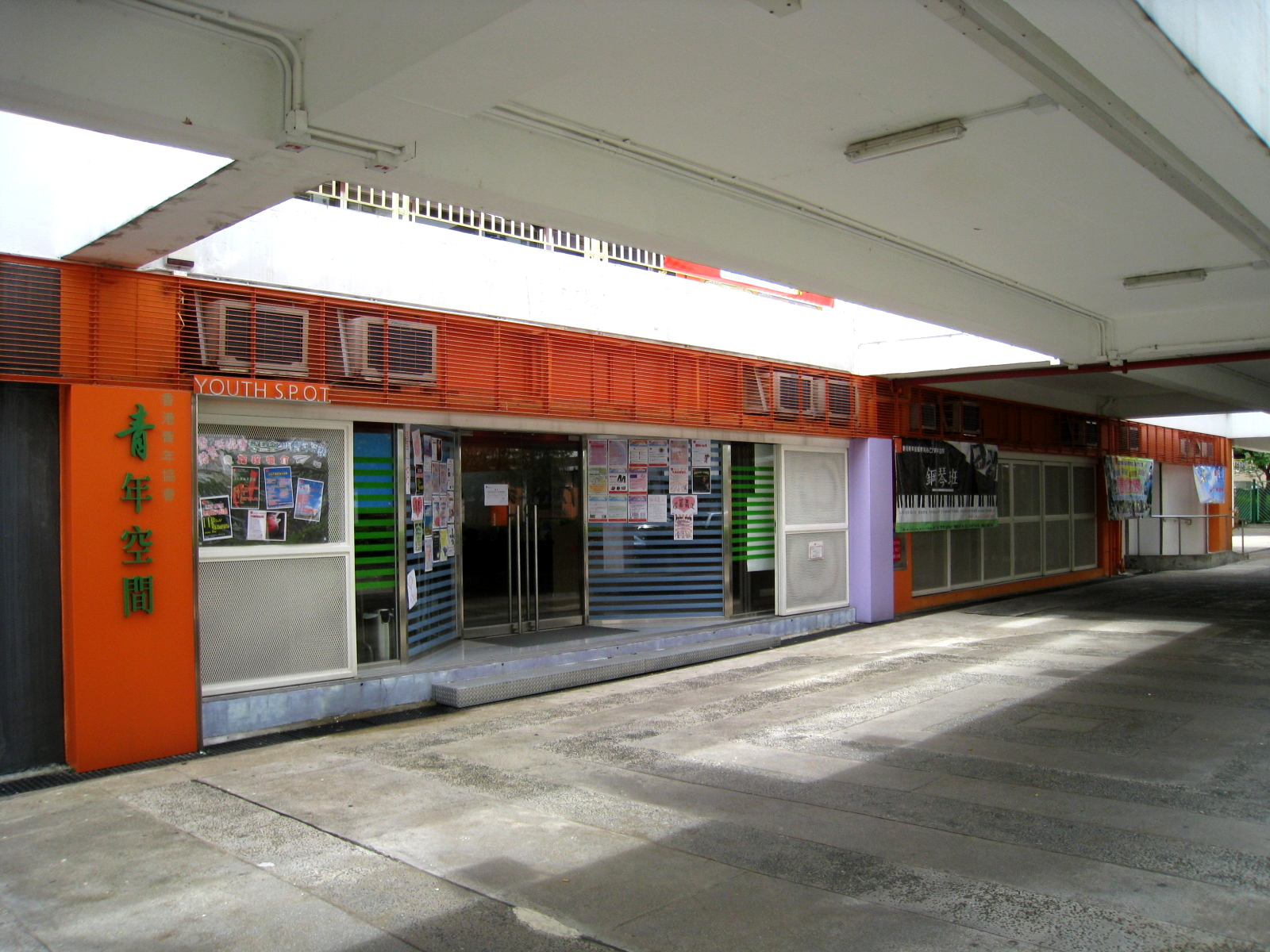
香港青年協會賽馬會乙明青年空間
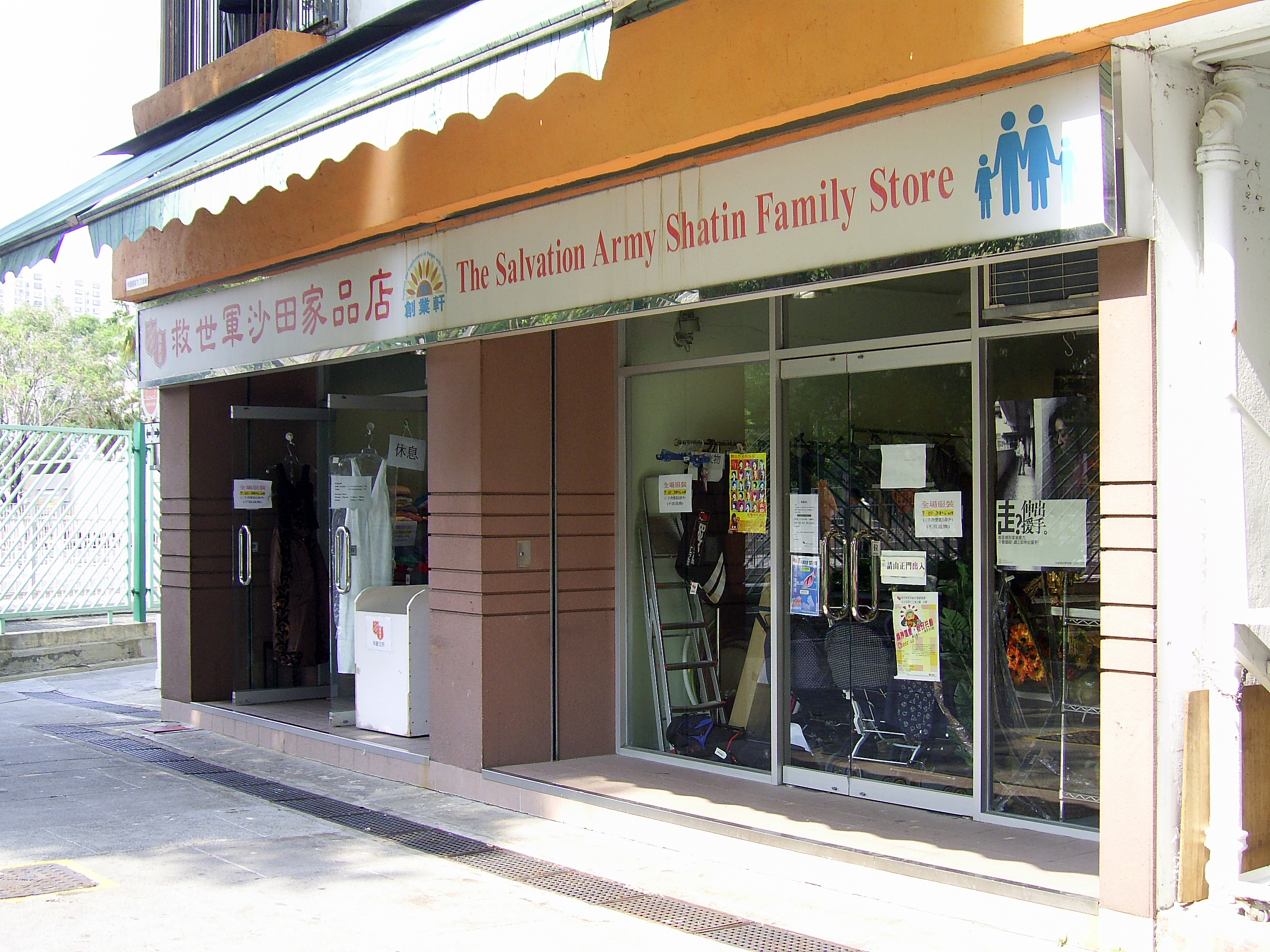
救世軍沙田家品店

### 學校
- 聖母無玷聖心書院
- 沙田圍胡素貞博士紀念學校
- 救世軍田家炳幼稚園（页面存档备份，存于）（1981年創辦）（位於乙明邨街15號地下）
- 救世軍乙明幼兒學校（页面存档备份，存于）（1984年創辦）（位於乙明邨街15號2樓）

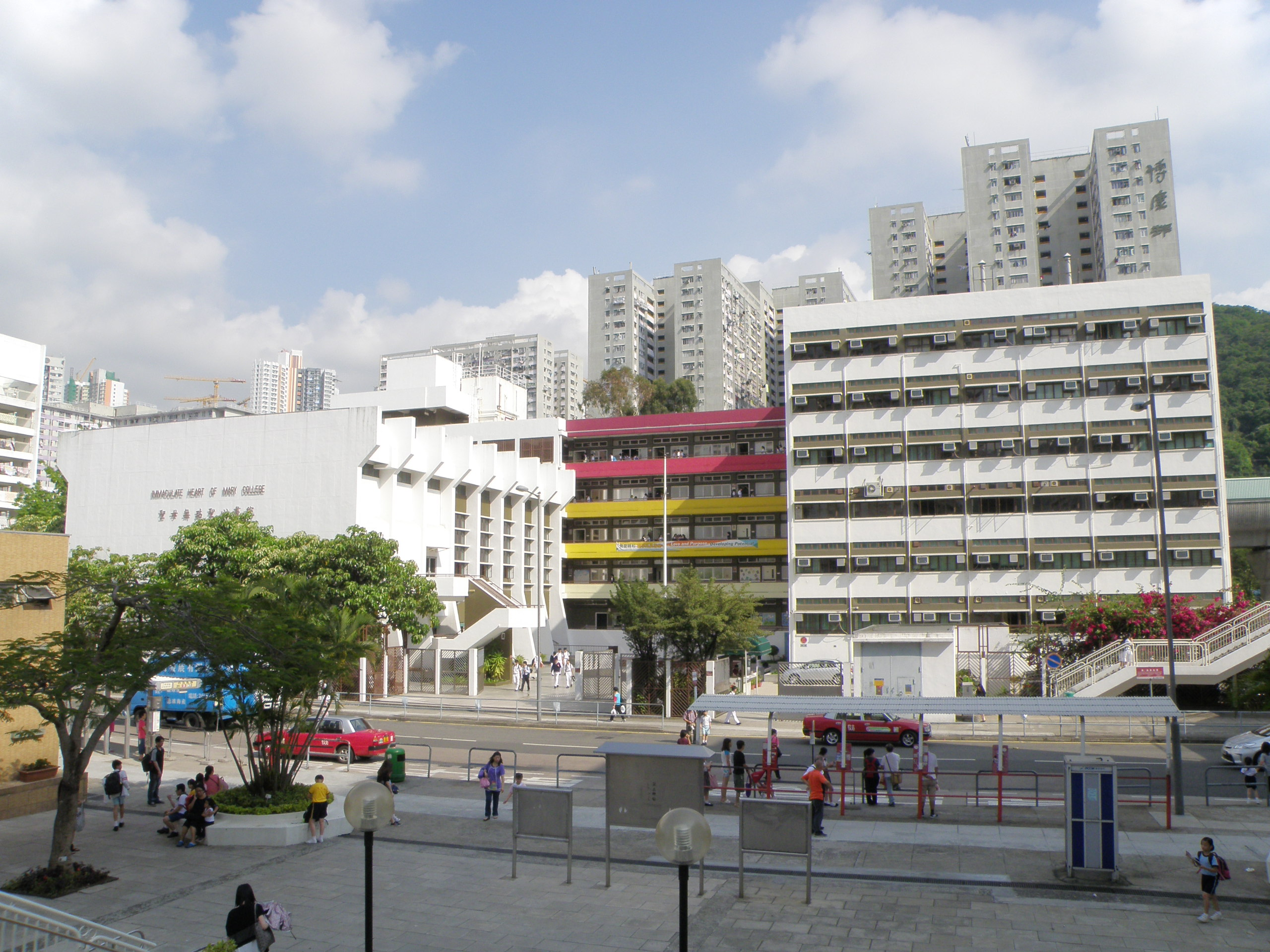
聖母無玷聖心書院
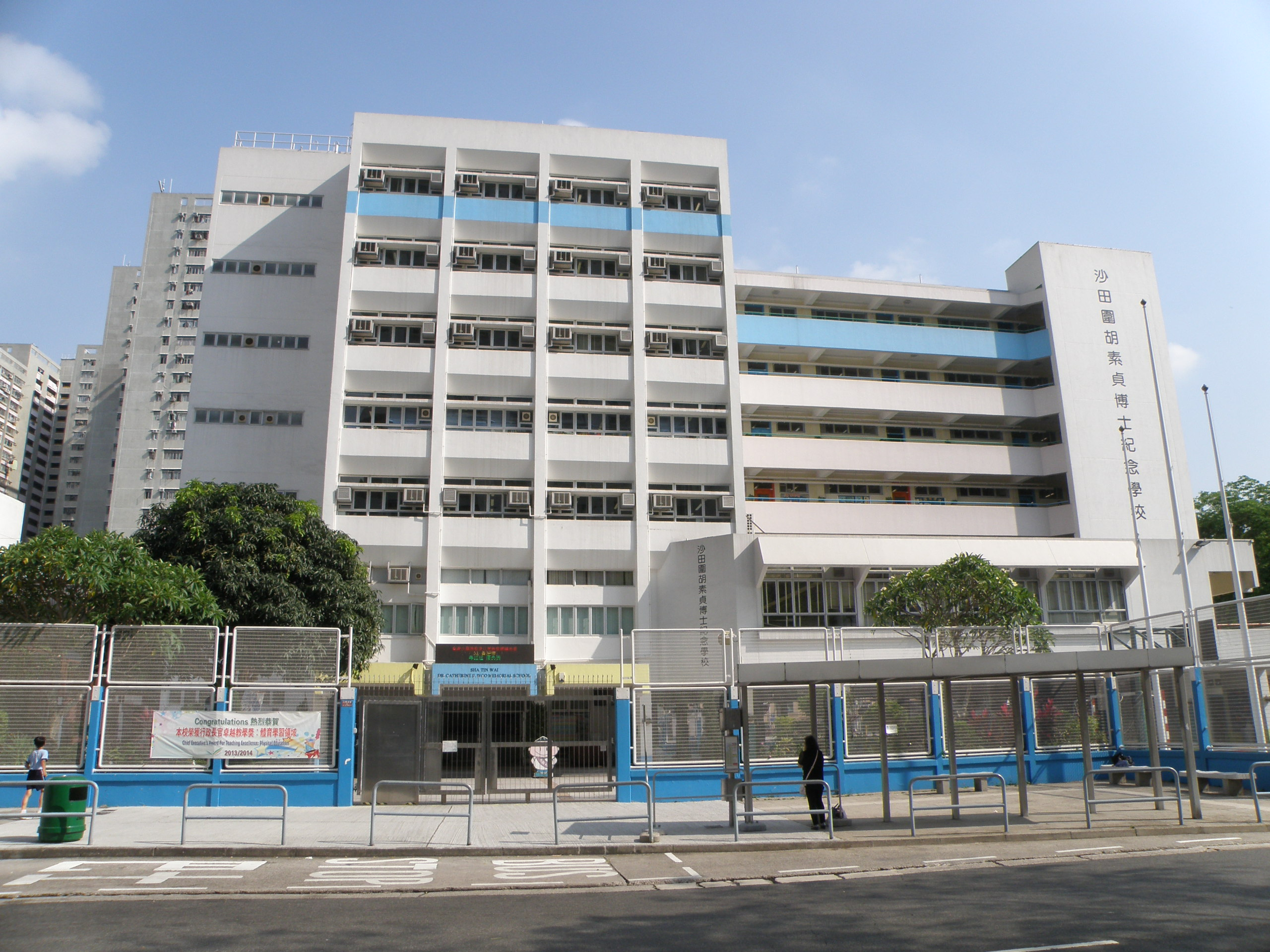
沙田圍胡素貞博士紀念學校
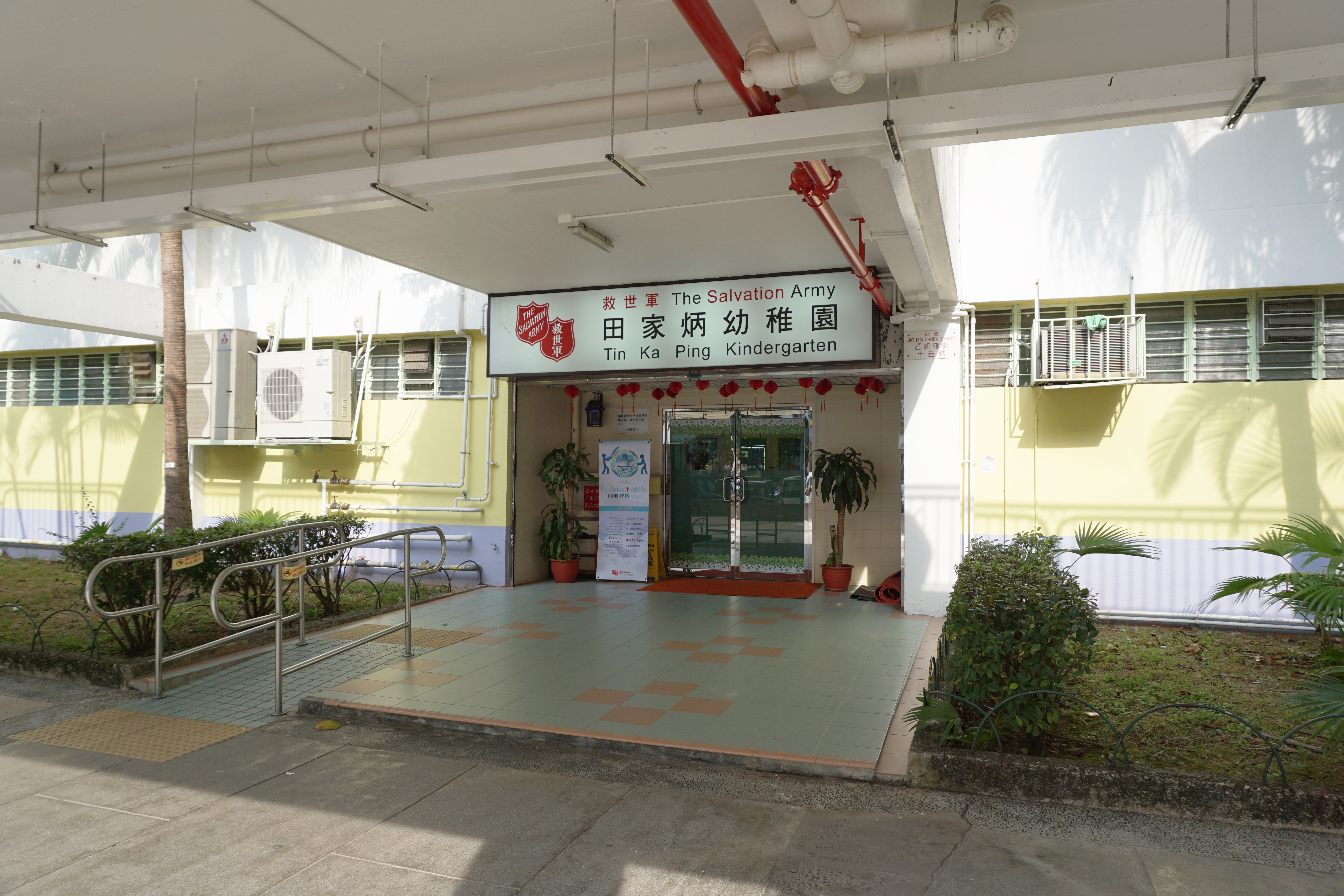
救世軍田家炳幼稚園

## 所屬區議會
乙明邨屬於沙田區議會下轄的乙明選區，原任區議員為沙田區政秘書長丘文俊，其已於2021年7月7日辭職；故該區區議員議席一直懸空至今。
而按照選舉事務處最新的區議會選區分界，2016年入伙的水泉澳邨第二期樓宇會納入乙明選區，並易名為乙泉；而原屬乙明選區的沙田圍、沙田圍新村、灰窰下及謝屋村將劃入博康選區。

## 未來發展

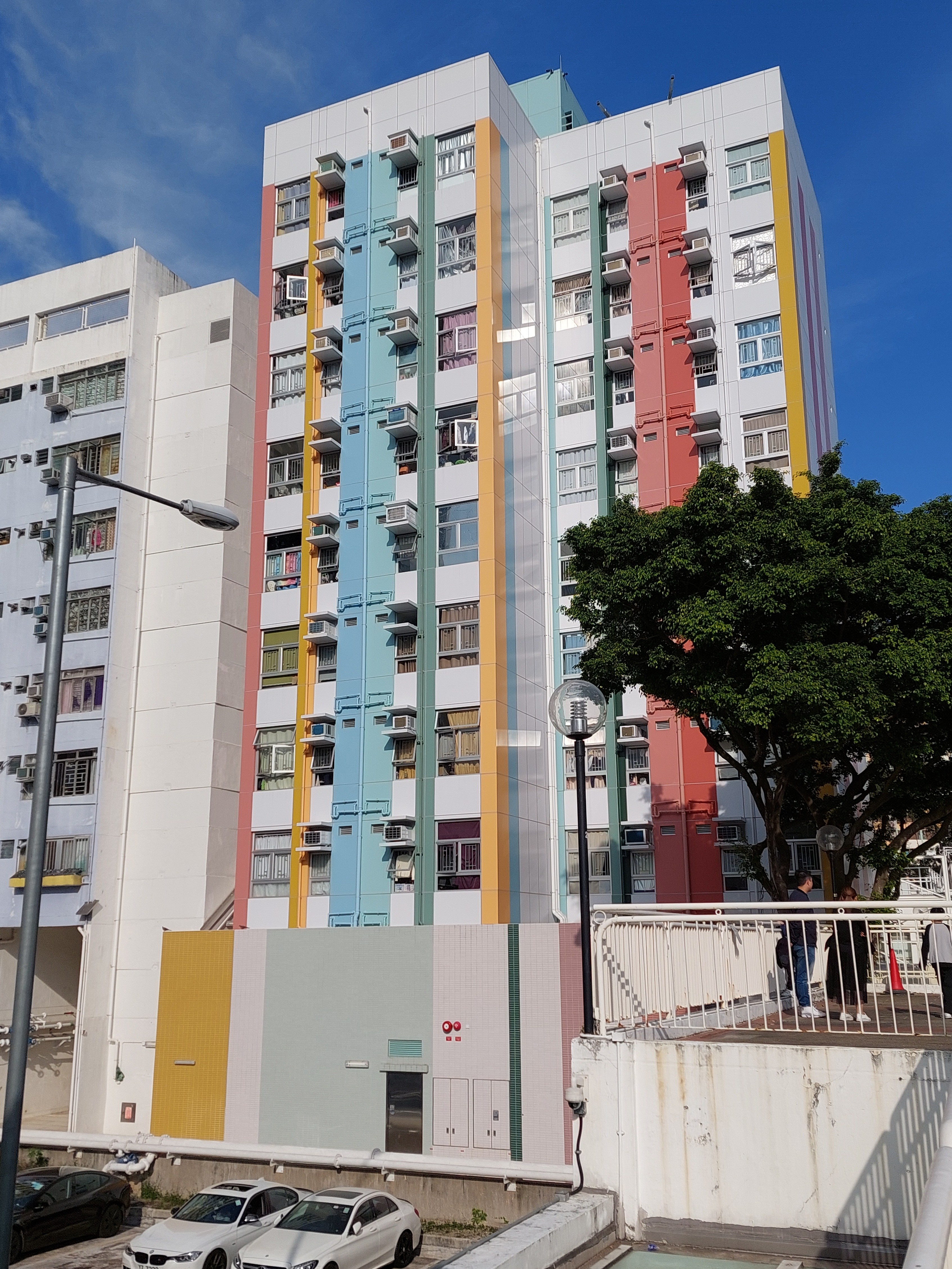
松悅樓

2018年11月，房協擬在該處興建組裝長者屋，但未有公布確實位置和細節。到3月1日公佈在明耀樓旁邊和街市之間，現用作羽毛球場的空地插針興建樓高10層的組裝長者屋，提供64個單位，預計在2022年落成。不過區內的居民和區議員丘文俊認為對現時的住所感到滿意，而且認為會減少邨內的公共休憩空間；而房協亦在未有理會居民及區議員的意見下，於2019年7月開始於上述提及的位置進行堪探工程。
房協於2021年4月1日正式命名該項目為「松悅樓」，寓意入住的長者長壽健康、充滿喜悅。「松悅樓」發展成本料逾1億港元，樓高10層，共提供64個長者單位，預計於2023年落成。房協表示，早前為項目舉辦以「跨代共融、快樂社區」為題的圍板美化比賽，以增加居民對該房屋項目的認識及提高社區歸屬感，並鼓勵區內學生及居民繪畫出乙明邨的特色及跨代和諧的鄰里關係。房協續稱，有關比賽分為小學組、中學組及乙明邨居民組，合共收到逾500份參賽作品。得獎作品自去年開始展示於項目的圍板上，宣揚長幼共融訊息及為屋邨增添色彩。

## 附近屋邨
- 沙角邨
- 博康邨
- 愉城苑
- 曾大屋

## 軼聞
- 無綫電視劇集《ID精英》及香港電影《早熟》均於本邨進行拍攝工作。
- now新聞曾有一位主播報導乙明邨時誤讀成「乙明苑」，而且錯誤資料已放上網站，其後有觀眾聽到後提出疑問，最後now新聞收到問題後隨即進行修改並取代錯誤內容[6]。

## 事件

### 明恩樓遭突擊封樓強制檢測

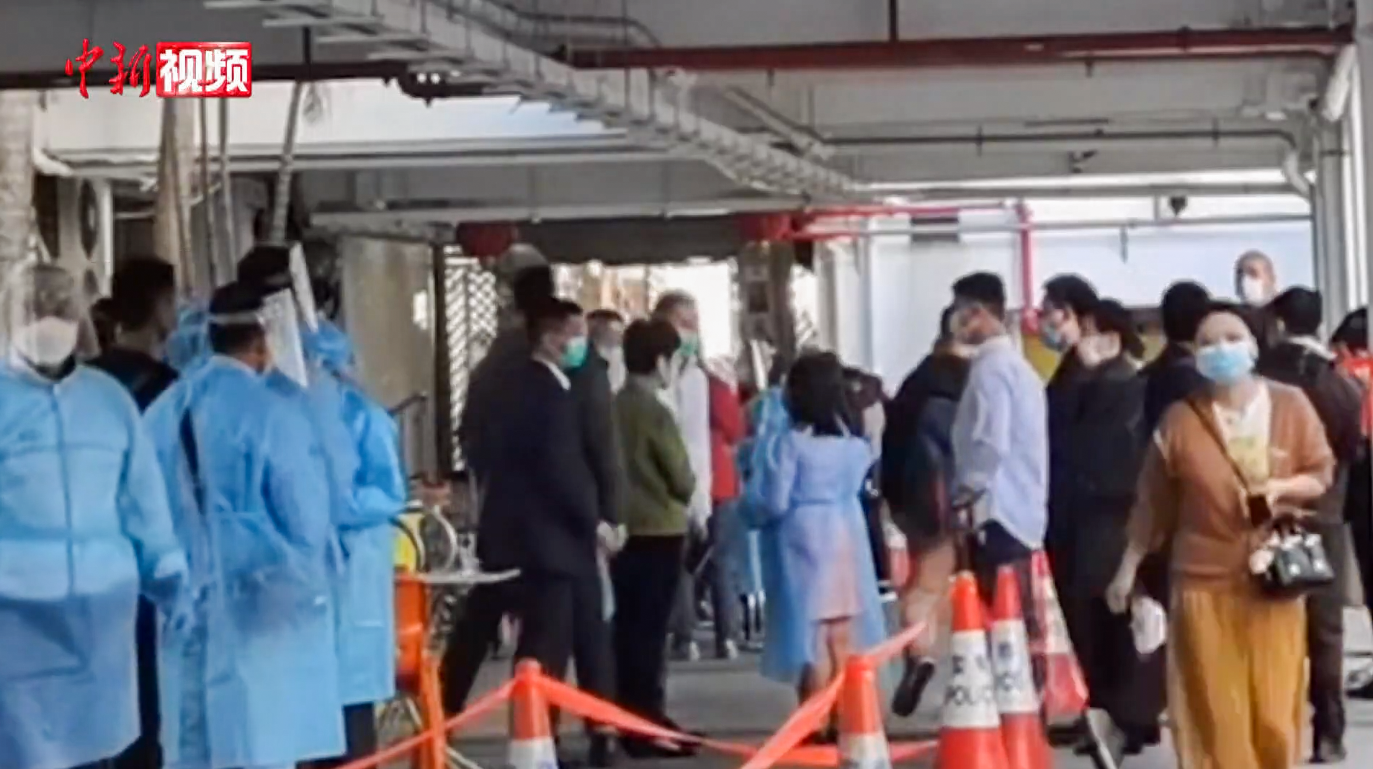
上午，特首林郑月娥前往邨內视察强制检测情况，但只逗留了10分鐘便離開

2020年12月24日清晨5時55分，政府宣佈由早上6時起，該處約3,100名住客未能出示COVID-19測試陰性結果手機短訊將不得外出，否則即屬違法。而沙田民政事務處聯同田心警署、醫療輔助隊、香港房屋協會等跨部門人員在明恩樓外拉起封鎖線，並搭建臨時檢查站。除正門外，其餘9個出入口已被警員封閉。結果讓大批居民一度被困大廈內，並導致有上班的人士遲到，甚至被迫請假停工。政府在附近的球場設立的流動採樣亭，大批居民等候檢驗。
民政事務局局長徐英偉和特首林鄭月娥一度到場，不過特首只逗留了10分鐘便離開。而徐英偉形容目標是做到「小區清零」效果。
居民和區議員對政府的行動感到不滿。有居民指上星期曾參與的政府強制檢測，但到早上仍未收到檢測結果，認為安排非常混亂和無所適從，並批評官員是「做騷」。當局也不准許已完成檢測的街坊離開，是不合理的安排。專家批評政府執行「封樓令」倉卒、系統混亂。而民政事務總署發言人回應指，相關的執法行動得到衞生署支持，也感謝明恩樓居民合作。
行動在一天後結束，政府表示共檢查超過1900名居民的檢測報告，其中有76人違反強制檢測要求。

### 鎖車隊快速鎖車
邨內的沙田圍胡素貞博士紀念學校及聖母無玷聖心書院對出為乙明邨街，本身為私家路，由香港房屋協會外判公司管理。自2022年起，管理公司的鎖車隊以快速反應知名全港。

### 持刀斬傷案
2023年2月8日凌晨5時許，明信樓一單位內一名70多歲女住客疑被年約90歲的丈夫持刀斬傷，之後從單位墮下。警方及救護員到場後發現一名男子倒臥大廈對開，頭部重傷，疑從高處墮下，經搶救證實不治。單位內女事主頭部及雙手受傷，血流披面，送院前仍然清醒。

### 保安員命案
2023年5月7日凌晨約零時40分，警方接報一名男子於停車場內暈倒。警員到場後發現69歲男保安員倒臥地上，他被送往威爾斯醫院救治，延至凌晨1時許證實死亡。警方同日拘捕一名29歲男子，初步調查顯示死者曾與該名被捕男子爭執，懷疑男子用手襲擊死者。

## 外部連結
- 香港房屋協會乙明邨
- 乙明邨Facebook專頁(非官方) （页面存档备份，存于）